# 象脚鼓舞

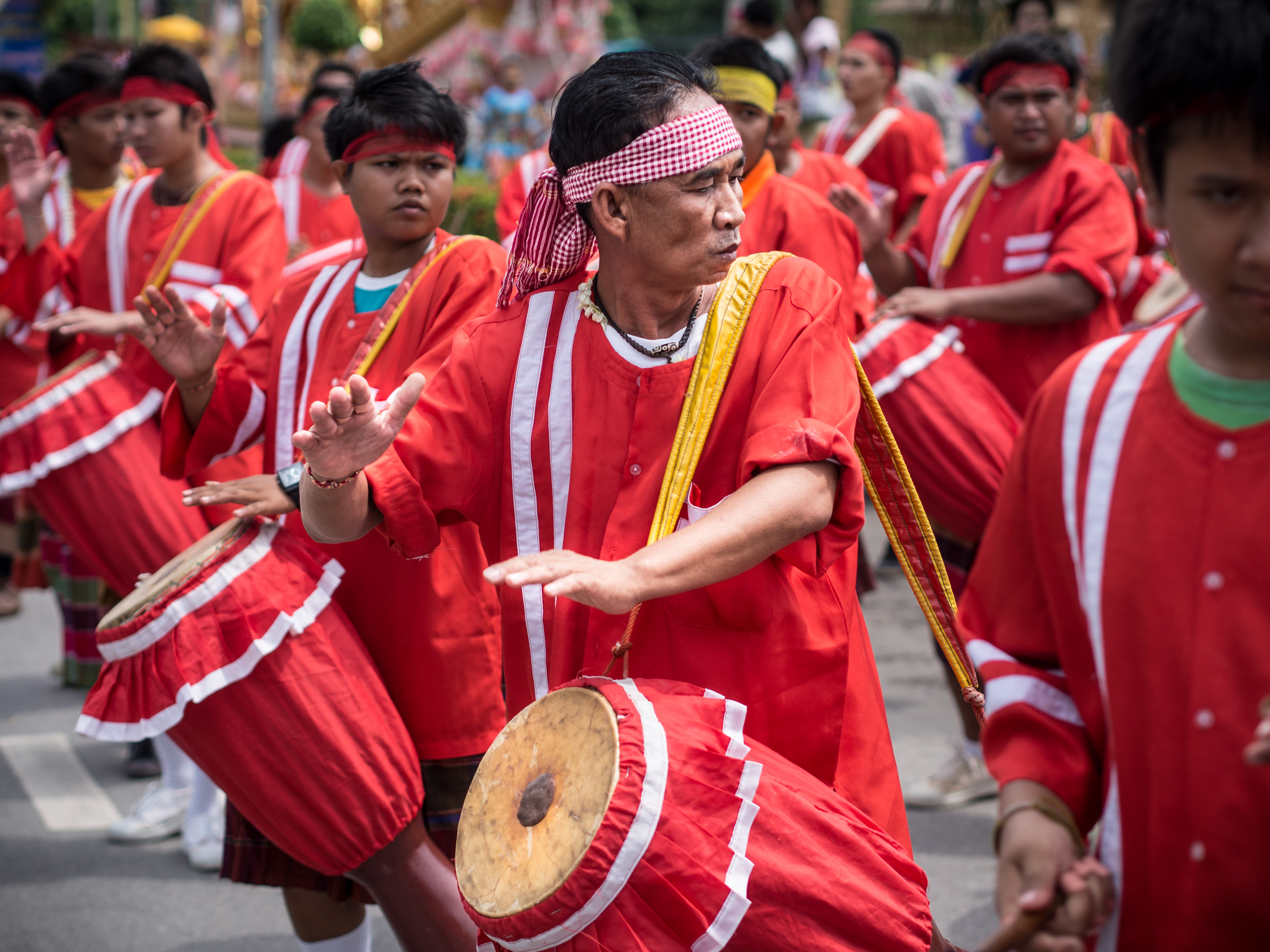
象腳鼓舞

象脚鼓舞是台語民族（傣族、泰族、撣族、佬族）的一种传统舞蹈，也在景颇族、德昂族、阿昌族、哈尼族、佤族、拉祜族、布朗族等民族中流行，分布于中国云南省以及东南亚等地。傣族象脚鼓舞在2008年列入第二批国家级非物质文化遗产项目名录，芒市艺人朗四成为象脚鼓舞的国家级传承人。

## 舞蹈
表演者肩斜挎象脚鼓，用拳、掌、指击打鼓面，脚向前移动，腰、腹、臀跟随膝部的起伏前后晃动，跳法有独舞、对舞、群舞等形式。象脚鼓分为长、中、小三型，长象脚鼓身长1.8米至2米，主要出现在群众性舞蹈场合，舞步简单；中象脚鼓身长1米，舞蹈扎实稳重，以鼓因和鼓尾的摆动大小定优胜；小象脚鼓长60厘米，舞蹈最为灵活。西双版纳的象脚鼓舞多用小象脚鼓，德宏的象脚鼓多为长象脚鼓，泰国、柬埔寨、老挝、越南的象脚鼓舞多使用短象脚鼓。象脚鼓舞在地域分布上也有不同，勐腊傣族的象脚鼓舞较为灵活；景谷傣族的象脚鼓舞上身动作少、步伐不多，几乎每一步都要跳跃；沧源傣族的象脚鼓舞上身倾斜，膝部常为半蹲姿态；盈江的象脚鼓舞注重象脚鼓舞的甩鼓技巧；瑞丽、芒市的象脚鼓舞通过身体不同部位击打鼓面，发出不同的声音，常与孔雀舞配合。
象脚鼓舞是男性的舞蹈，仅临沧市临翔区的部分傣族村寨流传有女性象脚鼓舞。

## 现状

### 傣族
随着现代经济社会的发展，傣族传统文化受到外来文化的巨大冲击，傣族青少年对象脚鼓舞兴趣不大，仅在村社组织参加重大活动时不得不勉强为之。象脚鼓舞原是傣族人民劳作时的伴乐，栽秧、插谷的第一天都要在象脚鼓声中劳作，闲暇时跳象脚鼓舞；如今却沦为节日的点缀。